# Marius Casadesus
Pour les articles homonymes, voir Casadesus.
Pour les autres membres de la famille, voir Famille Casadesus.
Œuvres principales
Concerto Adélaïde
Marius Casadesus est un compositeur et violoniste français, né le 24 octobre 1892 à Paris et décédé le 13 octobre 1981 à Suresnes. Il est issu de la célèbre famille musicienne des Casadesus.

## Biographie
Marius Casadesus est le fils de Luis Casadesus et Mathilde Sénéchal. Il obtient en 1914 un premier prix de violon  au Conservatoire de Paris. Il effectue de nombreuses tournées en Europe et aux États-Unis. Il est membre fondateur de la Société des instruments anciens (dissoute en 1939) qui se donne pour tâche de faire découvrir les œuvres méconnues des compositeurs des XVIIe et XVIIIe siècles sur instruments anciens.

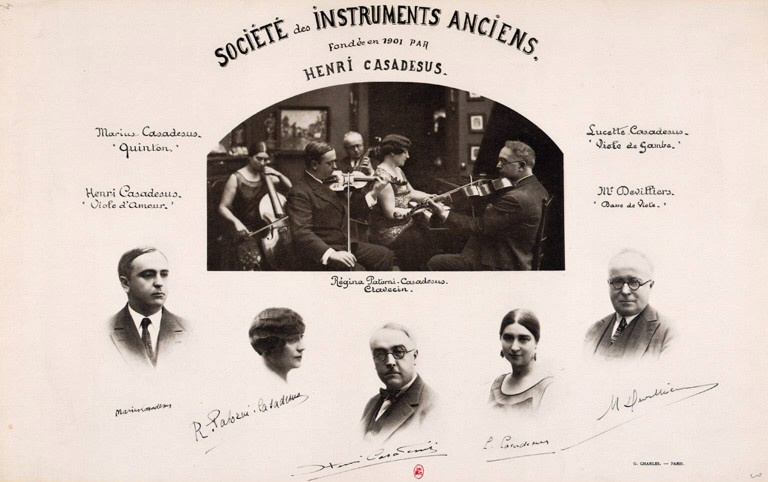
Société des Instruments Anciens fondée en 1901 par Henri Casadesus. Carte postale avec Henri, Marius, Lucette, & Régine Casadesus, et M. Devilliers. Bibliothèque nationale de France.

Il a écrit des pièces pour le violon, de la musique chorale. Marius Casadesus est surtout connu pour avoir composé le Concerto Adélaïde, qui a été attribué au jeune Mozart et que ce dernier aurait dédié à Adélaïde, la quatrième fille de Louis XV. Ce concerto a été créé à Paris le 24 décembre 1931. De nombreux musicologues ont mis en doute l'authenticité de cette œuvre. Il a cependant été introduit dans le Köchel-Verzeichnis (le catalogue référence des œuvres de Mozart), sous le numéro "K. Anh. 294a." ("Anh." désigne "Anhang" ou "appendice" au catalogue). Cependant, Alfred Einstein spécialiste de Mozart a émis des doutes sur cette pièce, doutes qui ont reçu une confirmation lorsque plus tard Casadesus a admis en être l'auteur devant un tribunal en 1977 durant un procès au sujet du copyright.

## Œuvre
- 1931 : Concerto Adélaïde